# Нојенброк
Нојенброк (њем. Neuenbrook) општина је у њемачкој савезној држави Шлезвиг-Холштајн. Једно је од 112 општинских средишта округа Штајнбург. Према процјени из 2010. у општини је живјело 652 становника. Посједује регионалну шифру (AGS) 1061073.

## Географски и демографски подаци
Нојенброк се налази у савезној држави Шлезвиг-Холштајн у округу Штајнбург. Општина се налази на надморској висини од 4 метра. Површина општине износи 14,3 km². У самом мјесту је, према процјени из 2010. године, живјело 652 становника. Просјечна густина становништва износи 46 становника/km².